# Peter Fissenewert

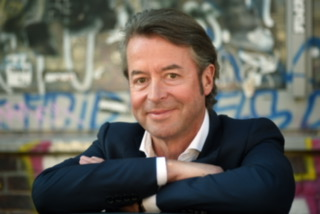
Peter Fissenewert

Peter Fissenewert (* 20. Oktober 1961 in Gütersloh) ist ein deutscher Rechtsanwalt und Autor.

## Leben und Wirken
Peter Fissenewert studierte 1983 bis 1989 Rechtswissenschaften an der Georg-August-Universität Göttingen und schloss 1993 die Promotion über den „Irrtum bei der Steuerhinterziehung – Alte und neue Probleme bei der Übernahme des Bundesdeutschen Steuerstrafrechts in der ehemaligen DDR“ an der Humboldt-Universität zu Berlin ab; Doktorvater war Erich Buchholz. 1991 war er Sprecher des Berliner Innensenators Dieter Heckelmann und wurde 1992 persönlicher Mitarbeiter des Geschäftsführers der Berlin 2000 Olympia GmbH zur Bewerbung um die Olympischen Spiele. Von 1996 bis 1998 war er Vorsitzender der CDU-Fraktion in der Bezirksversammlung des Bezirks Neukölln. Seit 2007 ist er mit einer kurzen Unterbrechung als Rechtsanwalt und Partner in der Kanzlei Buse Rechtsanwälte Steuerberater tätig. Fissenewert bekleidet verschiedene Aufsichtsratsmandate, u. a. bei der ABK Allgemeine Beamten Bank AG und der Bettertrust GmbH. Er war Aufsichtsratsvorsitzender der Ecodasa AG, Berlin. Außerdem hat er seit dem 15. Juni 2005 eine Professur für Wirtschaftsrecht an der privaten SRH Hochschule Berlin (früher OTA-Hochschule).
Fissenewert ist Mitgründer und Business Angel verschiedener Startups, u. a. aus dem Bereich Legal Tech, sowie bei der Wissenschaftsplattform science.now. Er war von Dezember 2004 bis Dezember 2024 Präsident der Gesellschaft der Freunde des Deutschen Herzzentrums Berlin. Für sein ehrenamtliches Engagement wurde ihm 2012 das Bundesverdienstkreuz und 2017 der Verdienstorden des Landes Berlin verliehen. Er ist Mitglied der International Bar Association (IBA), im Arbeitskreis Insolvenzrecht im Deutschen Anwaltverein und im Berliner Anwaltverein, Mitglied des Bundeswirtschaftssenats im Bundesverband mittelständische Wirtschaft, des Wirtschaftsrates des Berliner Fußballverbandes sowie Mitglied im Deutschen Institut für Compliance (DICO), er ist Co-Chair of the Creditors’ Rights Subcommittee der International Bar Association (IBA) sowie Mitglied im NA175-DIN-Normenausschuss Organisationsprozesse (NAOrg) und Mitglied bei Transparency International Deutschland. Darüber hinaus ist er Mitglied im Institut für Corporate Governance für die Immobilienwirtschaft und dort der Compliance-Beauftragte sowie akkreditierter Auditor des ICG-Zertifizierungssystems. Er war Mitglied des Expertenrings des Bundesverband mittelständische Wirtschaft.
Aus erster Ehe hat er zwei Kinder, in zweiter heiratete er im Juli 2019 Ulla Kock am Brink.

## Publikationen
- Compliance Management in der Immobilienwirtschaft, Peter Fissenewert (Co-Autor), essentials Gabler Verlag 2019, ISBN 978-3-658-25894-8
- Compliance für den Mittelstand, herausgegeben von Peter Fissenewert, Verlag C. H. Beck München 2018, 2. Auflage, ISBN 978-3-406-69417-2
- Compliance kompakt Best Practice im Compliance-Management, Peter Fissenewert (Co-Autor), herausgegeben von Stefan Behringer, ESV Erich Schmidt Verlag 2018, 4. Auflage, ISBN 978-3-503-18209-1
- Praxishandbuch internationale Compliance - Management - Systeme, herausgegeben von Peter Fissenewert, ESV Erich Schmidt Verlag 2015, ISBN 978-3-503-16329-8
- Handbuch Compliance international - Recht und Praxis der Korruptionsprävention, Peter Fissenewert (Co-Autor), herausgegeben von Stefan Behringer/Malte Passarge, ESV Erich Schmidt Verlag 2014, ISBN 978-3-503-15649-8
- Die Prokura – Rechte und Pflichten von Prokuristinnen und Prokuristen (Hrsg.), Prof. Dr. Peter Fissenewert // Haufe, 5. Auflage 2022, ISBN 978-3-648-15976-7
- Der Aufsichtsrat im System der Corporate Governance - Betriebswirtschaftliche und juristische Perspektiven, Peter Fissenewert (Co-Autor), herausgegeben von Jens Grundei und Peter Zaumseil, Gabler Verlag, Springer Fachmedien Wiesbaden GmbH 2012, 1. Auflage, ISBN 978-3-8349-7064-0
- Rechtshandbuch Projektfinanzierung und PPP – Finanzierung und Public Private Partnership in der Praxis, Peter Fissenewert (Co-Autor), herausgegeben von Ulf R. Siebel/Christian Knütel/Jan-Hendrik Röver, Werner Verlag 2008, 2. Auflage, ISBN 978-3-8041-5166-6
- Der Irrtum bei der Steuerhinterziehung, herausgegeben von Peter Fissenewert, Lang Verlag 1993.
- Der EURO im Unternehmen, herausgegeben von Peter Fissenewert, Leg´Art Verlag 1998.